# District hospitalier de l'Ostrobotnie de l'Ouest
Le District hospitalier de l'Ostrobotnie de l'Ouest (finnois : Länsi-Pohjan sairaanhoitopiiri, sigle LPSHP) est un district hospitalier d'une partie de la Laponie.

## Municipalités membres
Les municipalités membres de LPSHP sont Kemi, Keminmaa, Simo, Tervola, Tornio et Ylitornio.

## Hôpitaux
Les établissements hospitaliers de LPSHP sont:
- Hôpital de Keropudas (fi), Kiviranta, Tornio
- Hôpital central de l'Ostrobotnie de l'Ouest, Kemi